# Xanthophthalma concinnum
Xanthophthalma concinnum är en insektsart som beskrevs av Cockerell och Parrott in Cockerell 1899. Xanthophthalma concinnum ingår i släktet Xanthophthalma och familjen pansarsköldlöss. Inga underarter finns listade i Catalogue of Life.